# رایدو کودانیپورک
رایدو کودانیپورک (استونیایی: Raido Kodanipork؛ زادهٔ ۸ مهٔ ۱۹۶۹) دوچرخه‌سوار اهل استونی است.
وی در بازی‌های المپیک تابستانی ۱۹۹۲ و بازی‌های المپیک تابستانی ۱۹۹۶ شرکت کرده است.